# Jānis Streičs
Jānis Streičs (ur. 26 września 1936 w Preiļi) – łotewski reżyser i scenarzysta filmowy. Jedna z najbardziej znaczących postaci łotewskiego kina.
W 1963 roku ukończył reżyserię teatralną i rozpoczął pracę w Ryskim Studiu Filmowym. Zasłynął w czasach radzieckich jako autor takich filmów, jak Teatr (1978), Limuzyna w kolorze świętojańskim (1981) czy Cudze namiętności (1983). Jego Ludzkie dziecko (1992) było pierwszym łotewskim filmem zgłoszonym do Oscara dla najlepszego filmu nieanglojęzycznego, choć ostatecznie nie zdobyło nominacji.